# Albumy numer jeden w roku 2015 (Polska)
Artykuł prezentuje najlepiej sprzedające się wydawnictwa muzyczne w poszczególnych tygodniach w Polsce w roku 2015 publikowane w ramach zestawienia OLiS.
Notowania tworzone są przez TNS Polska na podstawie danych dotyczących sprzedaży detalicznej albumów muzycznych wydanych jedynie na nośnikach fizycznych. Przy tworzeniu list, sprzedaż wydawnictw muzycznych w formach cyfrowych (download, streaming) jest pomijana.

## Zestawienia tygodniowe
| Data            | Okres sprzedaży                        | Album                                                         | Wykonawca              | Źródło |
| --------------- | -------------------------------------- | ------------------------------------------------------------- | ---------------------- | ------ |
| 2 stycznia      | 22 grudnia 2014 – 28 grudnia 2014      | Migracje                                                      | Mela Koteluk           | [ 2 ]  |
| 9 stycznia      | 29 grudnia 2014 – 4 stycznia 2015      | Hiper/Chimera                                                 | Donatan i Cleo         | [ 3 ]  |
| 16 stycznia     | 5 stycznia – 11 stycznia 2015          | Scarlett                                                      | LemON                  | [ 4 ]  |
| 23 stycznia     | 12 stycznia – 18 stycznia 2015         | Keep Calm and Dance with Empik                                | różni wykonawcy        | [ 5 ]  |
| 30 stycznia     | 19 stycznia – 25 stycznia 2015         | Comfort and Happiness                                         | Dawid Podsiadło        | [ 6 ]  |
| 6 lutego        | 26 stycznia – 1 lutego 2015            | Comfort and Happiness                                         | Dawid Podsiadło        | [ 7 ]  |
| 13 lutego       | 2 lutego – 8 lutego 2015               | Polska nostalgia – część 1-sza                                | różni wykonawcy        | [ 8 ]  |
| 20 lutego       | 9 lutego – 15 lutego 2015              | Paparanoja                                                    | Enej                   | [ 9 ]  |
| 27 lutego       | 16 lutego – 22 lutego 2015             | Pięćdziesiąt twarzy Greya – ścieżka dźwiękowa                 | Muzyka filmowa         | [ 10 ] |
| 6 marca         | 23 lutego – 1 marca 2015               | Podróż zwana życiem                                           | O.S.T.R.               | [ 11 ] |
| 13 marca        | 2 marca – 8 marca 2015                 | Mini World                                                    | Indila                 | [ 12 ] |
| 20 marca        | 9 marca – 15 marca 2015                | Mini World                                                    | Indila                 | [ 13 ] |
| 27 marca        | 16 marca – 22 marca 2015               | Nowe rzeczy                                                   | KęKę                   | [ 14 ] |
| 3 kwietnia      | 23 marca – 29 marca 2015               | Ezoteryka                                                     | Quebonafide            | [ 15 ] |
| 10 kwietnia     | 30 marca – 5 kwietnia 2015             | Spadochron                                                    | Mela Koteluk           | [ 16 ] |
| 17 kwietnia     | 6 kwietnia – 12 kwietnia 2015          | Smooth Jazz Cafe 14                                           | różni wykonawcy        | [ 17 ] |
| 24 kwietnia     | 13 kwietnia – 19 kwietnia 2015         | Smooth Jazz Cafe 14                                           | różni wykonawcy        | [ 18 ] |
| 1 maja          | 20 kwietnia – 26 kwietnia 2015         | Królowie życia                                                | Gang Albanii           | [ 19 ] |
| 8 maja          | 27 kwietnia – 3 maja 2015              | Królowie życia                                                | Gang Albanii           | [ 20 ] |
| 15 maja         | 4 maja – 10 maja 2015                  | Odmienny stan świadomości                                     | Trzeci Wymiar          | [ 21 ] |
| 22 maja         | 11 maja – 17 maja 2015                 | Atramentowa…                                                  | Stanisława Celińska    | [ 22 ] |
| 29 maja         | 18 maja – 24 maja 2015                 | Królowie życia                                                | Gang Albanii           | [ 23 ] |
| 5 czerwca       | 25 maja – 31 maja 2015                 | Atramentowa…                                                  | Stanisława Celińska    | [ 24 ] |
| 12 czerwca      | 1 czerwca – 7 czerwca 2015             | How Big, How Blue, How Beautiful                              | Florence + the Machine | [ 25 ] |
| 19 czerwca      | 8 czerwca – 14 czerwca 2015            | How Big, How Blue, How Beautiful                              | Florence + the Machine | [ 26 ] |
| 26 czerwca      | 15 czerwca – 21 czerwca 2015           | Vanillahajs                                                   | Tede / Sir Michu       | [ 27 ] |
| 3 lipca         | 22 czerwca – 28 czerwca 2015           | Pięćdziesiąt twarzy Greya – ścieżka dźwiękowa                 | Muzyka filmowa         | [ 28 ] |
| 16 lipca        | 29 czerwca – 9 lipca 2015 [A]          | Love in Portofino                                             | Andrea Bocelli         | [ 29 ] |
| 23 lipca        | 10 lipca – 16 lipca 2015               | Empik prezentuje dobre piosenki: Agnieszka Osiecka zaśpiewana | różni wykonawcy        | [ 30 ] |
| 30 lipca        | 17 lipca – 23 lipca 2015               | Empik prezentuje dobre piosenki: Agnieszka Osiecka zaśpiewana | różni wykonawcy        | [ 31 ] |
| 6 sierpnia      | 24 lipca – 30 lipca 2015               | Empik prezentuje dobre piosenki: Agnieszka Osiecka zaśpiewana | różni wykonawcy        | [ 32 ] |
| 13 sierpnia     | 31 lipca – 6 sierpnia 2015             | Hozier                                                        | Hozier                 | [ 33 ] |
| 20 sierpnia     | 7 sierpnia – 13 sierpnia 2015          | Empik Jazz Club: The Very Best of Frank Sinatra               | Frank Sinatra          | [ 34 ] |
| 27 sierpnia     | 14 sierpnia – 20 sierpnia 2015         | Empik Jazz Club: The Very Best of Frank Sinatra               | Frank Sinatra          | [ 35 ] |
| 3 września      | 21 sierpnia – 28 sierpnia 2015         | Empik prezentuje dobre piosenki: Leonard Cohen zaśpiewany     | różni wykonawcy        | [ 36 ] |
| 10 września     | 29 sierpnia – 3 września 2015          | Empik prezentuje dobre piosenki: Leonard Cohen zaśpiewany     | różni wykonawcy        | [ 37 ] |
| 17 września     | 4 września – 10 września 2015          | Love, Fear and the Time Machine                               | Riverside              | [ 38 ] |
| 24 września     | 11 września – 17 września 2015         | Empik Jazz Club: The Very Best of Ray Charles                 | Ray Charles            | [ 39 ] |
| 1 października  | 18 września – 24 września 2015         | Rattle That Lock                                              | David Gilmour          | [ 40 ] |
| 8 października  | 25 września – 1 października 2015      | Migracje                                                      | Mela Koteluk           | [ 41 ] |
| 15 października | 2 października – 8 października 2015   | Ulice bogów (produkcja Fleczer)                               | Miuosh                 | [ 42 ] |
| 22 października | 9 października – 15 października 2015  | Vivere: The Best of Andrea Bocelli                            | Andrea Bocelli         | [ 43 ] |
| 29 października | 16 października – 22 października 2015 | The Best of 25 Years                                          | Sting                  | [ 44 ] |
| 5 listopada     | 23 października – 29 października 2015 | The Best of 25 Years                                          | Sting                  | [ 45 ] |
| 12 listopada    | 30 października – 5 listopada 2015     | The Best of 25 Years                                          | Sting                  | [ 46 ] |
| 19 listopada    | 6 listopada – 12 listopada 2015        | Annoyance and Disappointment                                  | Dawid Podsiadło        | [ 47 ] |
| 26 listopada    | 13 listopada – 19 listopada 2015       | Made in the A.M.                                              | One Direction          | [ 48 ] |
| 3 grudnia       | 20 listopada – 26 listopada 2015       | 25                                                            | Adele                  | [ 49 ] |
| 10 grudnia      | 27 listopada – 3 grudnia 2015          | 25                                                            | Adele                  | [ 50 ] |
| 17 grudnia      | 4 grudnia – 10 grudnia 2015            | 25                                                            | Adele                  | [ 51 ] |
| 24 grudnia      | 11 grudnia – 17 grudnia 2015           | 25                                                            | Adele                  | [ 52 ] |
| 31 grudnia      | 18 grudnia – 24 grudnia 2015           | 25                                                            | Adele                  | [ 53 ] |

Adnotacje
- ^[A] Wydłużony okres sprzedaży dla owej listy obejmujący 10 dni, a zaliczany do zestawienia tygodniowego, wynika ze zmian okresu rozliczeniowego sprzedaży wydawnictw muzycznych obejmującego dni od piątku do czwartku oraz dnia publikacji zestawień (z piątku na czwartek) wprowadzonych dnia 10 lipca 2015 roku. Zmiany mają związek z międzynarodowym projektem „Piątki z nową muzyką” wdrożonym w Polsce przez Związek Producentów Audio-Video[54].

## Zestawienia miesięczne
| Rok  | Miesiąc     | Album                                                         | Wykonawca              | Źródło |
| ---- | ----------- | ------------------------------------------------------------- | ---------------------- | ------ |
| 2015 | Styczeń     | Comfort and Happiness                                         | Dawid Podsiadło        | [ 55 ] |
| 2015 | Luty        | Podróż zwana życiem                                           | O.S.T.R.               | [ 56 ] |
| 2015 | Marzec      | Mini World                                                    | Indila                 | [ 57 ] |
| 2015 | Kwiecień    | Smooth Jazz Cafe 14                                           | różni wykonawcy        | [ 58 ] |
| 2015 | Maj         | Królowie życia                                                | Gang Albanii           | [ 59 ] |
| 2015 | Czerwiec    | How Big, How Blue, How Beautiful                              | Florence + the Machine | [ 60 ] |
| 2015 | Lipiec      | Empik prezentuje dobre piosenki: Agnieszka Osiecka zaśpiewana | różni wykonawcy        | [ 61 ] |
| 2015 | Sierpień    | Empik Jazz Club: The Very Best of Frank Sinatra               | Frank Sinatra          | [ 62 ] |
| 2015 | Wrzesień    | Empik Jazz Club: The Very Best of Ray Charles                 | Ray Charles            | [ 63 ] |
| 2015 | Październik | The Best of 25 Years                                          | Sting                  | [ 64 ] |
| 2015 | Listopad    | 25                                                            | Adele                  | [ 65 ] |
| 2015 | Grudzień    | 25                                                            | Adele                  | [ 66 ] |